# Deutscher Sportclub Arminia Bielefeld 2005-2006
Questa voce raccoglie le informazioni riguardanti il Deutscher Sportclub Arminia Bielefeld nelle competizioni ufficiali della stagione 2005-2006.

## Stagione
Nella stagione 2005-2006 l'Arminia Bielefeld, allenato da Thomas von Heesen, concluse il campionato di Bundesliga al 13º posto. In Coppa di Germania l'Arminia Bielefeld fu eliminato in semifinale dall'Eintracht Francoforte.

## Rosa
| N. |                      | Ruolo | Calciatore       |
| -- | -------------------- | ----- | ---------------- |
| 1  | Germania (bandiera)  | P     | Mathias Hain     |
| 2  | Germania (bandiera)  | D     | Markus Schuler   |
| 3  | Brasile (bandiera)   | D     | Márcio Borges    |
| 4  | Rep. Ceca (bandiera) | D     | Petr Gabriel     |
| 5  | Germania (bandiera)  | C     | Rüdiger Kauf     |
| 6  | Germania (bandiera)  | C     | Detlev Dammeier  |
| 8  | Germania (bandiera)  | C     | Tobias Rau       |
| 9  | Ghana (bandiera)     | A     | Isaac Boakye     |
| 10 | Albania (bandiera)   | C     | Fatmir Vata      |
| 11 | Rep. Ceca (bandiera) | C     | David Kobylík    |
| 13 | Germania (bandiera)  | C     | Michael Fink     |
| 14 | Germania (bandiera)  | A     | Marco Küntzel    |
| 15 | Germania (bandiera)  | C     | Tim Danneberg    |
| 16 | Germania (bandiera)  | D     | Heiko Westermann |

| N. |                       | Ruolo | Calciatore           |
| -- | --------------------- | ----- | -------------------- |
| 17 | Grecia (bandiera)     | C     | Ioannis Masmanidis   |
| 18 | Polonia (bandiera)    | A     | Artur Wichniarek     |
| 19 | Germania (bandiera)   | D     | Bernd Korzynietz     |
| 20 | Montenegro (bandiera) | A     | Radomir Đalović      |
| 21 | Italia (bandiera)     | C     | Massimilian Porcello |
| 22 | Sudafrica (bandiera)  | A     | Sibusiso Zuma        |
| 23 | Germania (bandiera)   | P     | Dennis Eilhoff       |
| 24 | Spagna (bandiera)     | C     | Diego León           |
| 25 | Rep. Ceca (bandiera)  | C     | Kamil Vacek          |
| 27 | Germania (bandiera)   | C     | Christian Wieczorek  |
| 28 | Germania (bandiera)   | C     | Julian Loose         |
| 30 | Portogallo (bandiera) | C     | Roberto Pinto        |
| 31 | Rep. Ceca (bandiera)  | D     | Radim Kučera         |
| 32 | Germania (bandiera)   | D     | Oliver Zech          |

## Organigramma societario
Area tecnica
- Allenatore: Thomas von Heesen
- Allenatore in seconda: Frank Geideck
- Preparatore dei portieri: Thomas Schlieck
- Preparatori atletici:

## Calciomercato

### Sessione estiva
| Acquisti | Acquisti            | Acquisti             | Acquisti |
| R.       | Nome                | da                   | Modalità |
| -------- | ------------------- | -------------------- | -------- |
| D        | Radim Kučera        | Sigma Olomouc        |          |
| D        | Heiner Backhaus     | Arminia Bielefeld II |          |
| C        | David Kobylík       | Sigma Olomouc        |          |
| D        | Bernd Korzynietz    | Borussia M'gladbach  |          |
| C        | Nebojša Krupniković | Hannover 96          |          |
| C        | Tobias Rau          | Bayern Monaco        |          |
| D        | Christian Schwegler | Lucerna              |          |
| D        | Heiko Westermann    | Greuther Fürth       |          |
| A        | Sibusiso Zuma       | Copenaghen           |          |

| Cessioni | Cessioni           | Cessioni               | Cessioni |
| R.       | Nome               | da                     | Modalità |
| -------- | ------------------ | ---------------------- | -------- |
| D        | Daniel Bogusz      | Siegen                 |          |
| A        | Delron Buckley     | Borussia Dortmund      |          |
| C        | Henning Grieneisen | Holstein Kiel          |          |
| C        | Philipp Heithölter | Holstein Kiel          |          |
| C        | Finn Holsing       | Eintracht Braunschweig |          |
| P        | Ronny Kockel       | Olympiakos Nicosia     |          |
| D        | Matthias Langkamp  | Wolfsburg              |          |
| D        | Benjamin Lense     | Norimberga             |          |
| D        | Patrick Owomoyela  | Werder Brema           |          |
| A        | Claudiu Răducanu   | Vaslui                 |          |
| D        | Bernd Rauw         | Alemannia Aquisgrana   |          |
| A        | Renato             | Arminia Bielefeld II   |          |
| C        | Ervin Skela        | Kaiserslautern         |          |
| D        | Tomasz Wisio       | FC Superfund           |          |

### Sessione invernale
| Acquisti | Acquisti           | Acquisti       | Acquisti |
| R.       | Nome               | da             | Modalità |
| -------- | ------------------ | -------------- | -------- |
| C        | Kamil Vacek        | Sigma Olomouc  |          |
| C        | Ioannis Masmanidis | Karlsruhe      |          |
| A        | Artur Wichniarek   | Hertha Berlino |          |

| Cessioni | Cessioni            | Cessioni          | Cessioni |
| R.       | Nome                | da                | Modalità |
| -------- | ------------------- | ----------------- | -------- |
| D        | Heiner Backhaus     | Kickers Offenbach |          |
| C        | Nebojša Krupniković | JEF United        |          |
| D        | Christian Schwegler | Young Boys        |          |

## Risultati

### Bundesliga

#### Girone di andata
| Arbitro: | Sippel |

|                                            |           |                          |
| Klose 1’, 82’ Klasnić 18’, 84’ Baumann 36’ | Marcatori | 12’ Krupniković 31’ Zuma |

| Arbitro: | Fleischer |

|  |           |                                       |
|  | Marcatori | 78’ (rig.) Barbarez 90’ van der Vaart |

| Arbitro: | Meyer |

|                                    |           |  |
| Krupniković 23’ (rig.), 39’ (rig.) | Marcatori |  |

| Arbitro: | Rafati |

|              |           |           |
| Tomasson 58’ | Marcatori | 79’ Pinto |

| Bielefeld 17 settembre 2005, ore 15:30 CEST 5ª giornata | Arminia Bielefeld | 0 – 0 referto | Kaiserslautern | SchücoArena (16 684 spett.)\| Arbitro: \| Stark \| |
| Arbitro:                                                | Stark             |               |                |                                                    |

| Arbitro: | Perl |

|                         |           |  |
| Koller 26’ Smolarek 83’ | Marcatori |  |

| Arbitro: | Brych |

|  |           |                        |
|  | Marcatori | 32’ Kluge 68’ Neuville |

| Arbitro: | Gagelmann |

|             |           |            |
| Voronin 84’ | Marcatori | 60’ Boakye |

| Arbitro: | Wack |

|                                    |           |  |
| Borges 14’ Westermann 30’ Zuma 52’ | Marcatori |  |

| Arbitro: | Wagner |

|                          |           |                            |
| Reinhardt 1’ Banović 80’ | Marcatori | 35’ Fink 88’ León 90’ Zuma |

| Arbitro: | Perl |

|                                  |           |                 |
| Fink 1’ Zuma 52’ Boakye 68’, 84’ | Marcatori | 54’ Mertesacker |

| Arbitro: | Weiner |

|                           |           |  |
| Copado 36’ Meier 49’, 55’ | Marcatori |  |

| Arbitro: | Meyer |

|            |           |                  |
| Boakye 60’ | Marcatori | 82’, 90’ Pizarro |

| Wolfsburg 26 novembre 2005, ore 15:30 CET 14ª giornata | Wolfsburg | 0 – 0 referto | Arminia Bielefeld | Volkswagen-Arena (13 996 spett.)\| Arbitro: \| Gagelmann \| |
| Arbitro:                                               | Gagelmann |               |                   |                                                             |

| Arbitro: | Fleischer |

|  |           |             |
|  | Marcatori | 51’ Poulsen |

| Arbitro: | Weiner |

|              |           |          |
| Ahanfouf 42’ | Marcatori | 52’ Vata |

| Arbitro: | Brych |

|                           |           |                        |
| Kobylík 52’ Fink 54’, 59’ | Marcatori | 1’ Springer 72’ Scherz |

#### Girone di ritorno
| Arbitro: | Wack |

|  |           |                 |
|  | Marcatori | 71’ Fahrenhorst |

| Arbitro: | Schmidt |

|                             |           |            |
| Trochowski 51’ Barbarez 72’ | Marcatori | 25’ Boakye |

| Arbitro: | Gagelmann |

|                  |           |            |
| Zidan 50’ (rig.) | Marcatori | 57’ Boakye |

| Arbitro: | Rafati |

|                 |           |            |
| Boakye 31’, 50’ | Marcatori | 37’ Magnin |

| Arbitro: | Stark |

|                |           |  |
| Sanogo 9’, 88’ | Marcatori |  |

| Arbitro: | Brych |

|          |           |  |
| Kauf 45’ | Marcatori |  |

| Arbitro: | Perl |

|                      |           |  |
| Jansen 33’ Sonck 64’ | Marcatori |  |

| Arbitro: | Merk |

|            |           |  |
| Đalović 5’ | Marcatori |  |

| Arbitro: | Schmidt |

|              |           |  |
| Pantelić 60’ | Marcatori |  |

| Bielefeld 26 marzo 2006, ore 17:30 CET 27ª giornata | Arminia Bielefeld | 0 – 0 referto | Norimberga | SchücoArena (19 717 spett.)\| Arbitro: \| Kircher \| |
| Arbitro:                                            | Kircher           |               |            |                                                      |

| Arbitro: | Wack |

|  |           |         |
|  | Marcatori | 5’ Vata |

| Arbitro: | Gagelmann |

|                |           |  |
| Westermann 68’ | Marcatori |  |

| Arbitro: | Weiner |

|                        |           |  |
| Ballack 69’ Scholl 74’ | Marcatori |  |

| Arbitro: | Gräfe |

|  |           |                   |
|  | Marcatori | 45’ (rig.) Karhan |

| Arbitro: | Meyer |

|                                     |           |             |
| Asamoah 40’ Larsen 81’ Altıntop 88’ | Marcatori | 50’ Küntzel |

| Arbitro: | Schmidt |

|  |           |                       |
|  | Marcatori | 60’ Ahn 82’ Caligiuri |

| Arbitro: | Drees |

|                                         |           |                         |
| Podolski 44’, 84’ Scherz 56’ Helmes 86’ | Marcatori | 46’ Kobylík 70’ Đalović |

### Coppa di Germania
| Arbitro: | Schempershauwe |

|  |           |                        |
|  | Marcatori | 72’, 90’ Zuma 86’ Fink |

| Arbitro: | Schmidt |

|                  |           |          |
| Küntzel 23’, 56’ | Marcatori | 9’ Gómez |

| Arbitro: | Schößling |

|                       |           |  |
| Borges 7’ Đalović 26’ | Marcatori |  |

| Arbitro: | Sippel |

|            |                      |                 |
| Boakye 28’ | Marcatori            | 27’ (rig.) Judt |
|            | Tiri di rigore 4 – 2 |                 |

| Arbitro: | Merk |

|                |           |  |
| Amanatidīs 16’ | Marcatori |  |

## Statistiche

### Statistiche di squadra
| Competizione      | Punti | In casa | In casa | In casa | In casa | In casa | In casa | In trasferta | In trasferta | In trasferta | In trasferta | In trasferta | In trasferta | Totale | Totale | Totale | Totale | Totale | Totale | DR  |
| Competizione      | Punti | G       | V       | N       | P       | Gf      | Gs      | G            | V            | N            | P            | Gf           | Gs           | G      | V      | N      | P      | Gf     | Gs     | DR  |
| ----------------- | ----- | ------- | ------- | ------- | ------- | ------- | ------- | ------------ | ------------ | ------------ | ------------ | ------------ | ------------ | ------ | ------ | ------ | ------ | ------ | ------ | --- |
| Bundesliga        | 37    | 17      | 8       | 2       | 7       | 18      | 15      | 17           | 2            | 5            | 10           | 14           | 32           | 34     | 10     | 7      | 17     | 32     | 47     | -15 |
| Coppa di Germania | -     | 3       | 2       | 1       | 0       | 5       | 2       | 2            | 1            | 0            | 1            | 3            | 1            | 5      | 3      | 1      | 1      | 8      | 3      | +5  |
| Totale            | 37    | 20      | 10      | 3       | 7       | 23      | 17      | 19           | 3            | 5            | 11           | 17           | 33           | 39     | 13     | 8      | 18     | 40     | 50     | -10 |

### Andamento in campionato
| Giornata  | 1  | 2  | 3  | 4  | 5  | 6  | 7  | 8  | 9  | 10 | 11 | 12 | 13 | 14 | 15 | 16 | 17 | 18 | 19 | 20 | 21 | 22 | 23 | 24 | 25 | 26 | 27 | 28 | 29 | 30 | 31 | 32 | 33 | 34 |
| --------- | -- | -- | -- | -- | -- | -- | -- | -- | -- | -- | -- | -- | -- | -- | -- | -- | -- | -- | -- | -- | -- | -- | -- | -- | -- | -- | -- | -- | -- | -- | -- | -- | -- | -- |
| Luogo     | T  | C  | C  | T  | C  | T  | C  | T  | C  | T  | C  | T  | C  | T  | C  | T  | C  | C  | T  | T  | C  | T  | C  | T  | C  | T  | C  | T  | C  | T  | C  | T  | C  | T  |
| Risultato | P  | P  | V  | N  | N  | P  | P  | N  | V  | V  | V  | P  | P  | N  | P  | N  | V  | P  | P  | N  | V  | P  | V  | P  | V  | P  | N  | V  | V  | P  | P  | P  | P  | P  |
| Posizione | 15 | 17 | 11 | 13 | 13 | 14 | 15 | 16 | 12 | 11 | 9  | 11 | 11 | 12 | 13 | 13 | 11 | 12 | 13 | 12 | 12 | 12 | 11 | 11 | 11 | 12 | 12 | 12 | 10 | 11 | 11 | 11 | 13 | 13 |

Legenda:

Luogo: C = Casa; T = Trasferta. Risultato: V = Vittoria; N = Pareggio; P = Sconfitta.

### Statistiche dei giocatori
| Giocatore      | Bundesliga | Bundesliga | Bundesliga  | Bundesliga | Coppa di Germania | Coppa di Germania | Coppa di Germania | Coppa di Germania | Totale   | Totale | Totale      | Totale     |
| Giocatore      | Presenze   | Reti       | Ammonizioni | Espulsioni | Presenze          | Reti              | Ammonizioni       | Espulsioni        | Presenze | Reti   | Ammonizioni | Espulsioni |
| -------------- | ---------- | ---------- | ----------- | ---------- | ----------------- | ----------------- | ----------------- | ----------------- | -------- | ------ | ----------- | ---------- |
| H. Backhaus    | 0          | 0          | 0           | 0          | 0                 | 0                 | 0                 | 0                 | 0        | 0      | 0           | 0          |
| I. Boakye      | 25         | 8          | 1           | 0          | 4                 | 1                 | 0                 | 0                 | 29       | 9      | 1           | 0          |
| M. Borges      | 27         | 1          | 8           | 0          | 4                 | 1                 | 0                 | 1                 | 31       | 2      | 8           | 1          |
| D. Dammeier    | 13         | 0          | 1           | 0          | 3                 | 0                 | 1                 | 0                 | 16       | 0      | 2           | 0          |
| T. Danneberg   | 2          | 0          | 0           | 0          | 1                 | 0                 | 0                 | 0                 | 3        | 0      | 0           | 0          |
| D. Eilhoff     | 2          | 0          | 0           | 0          | 1                 | 0                 | 0                 | 0                 | 3        | 0      | 0           | 0          |
| M. Fink        | 33         | 4          | 3           | 0          | 5                 | 1                 | 0                 | 0                 | 38       | 5      | 3           | 0          |
| P. Gabriel     | 6          | 0          | 0           | 0          | 1                 | 0                 | 1                 | 0                 | 7        | 0      | 1           | 0          |
| M. Hain        | 33         | 0          | 2           | 0          | 4                 | 0                 | 0                 | 0                 | 37       | 0      | 2           | 0          |
| R. Kauf        | 16         | 1          | 5           | 0          | 2                 | 0                 | 0                 | 0                 | 18       | 1      | 5           | 0          |
| D. Kobylík     | 25         | 2          | 1           | 0          | 3                 | 0                 | 0                 | 0                 | 28       | 2      | 1           | 0          |
| B. Korzynietz  | 34         | 0          | 2           | 0          | 5                 | 0                 | 1                 | 0                 | 39       | 0      | 3           | 0          |
| N. Krupniković | 8          | 3          | 0           | 0          | 0                 | 0                 | 0                 | 0                 | 8        | 3      | 0           | 0          |
| R. Kučera      | 15         | 0          | 0           | 0          | 2                 | 0                 | 0                 | 0                 | 17       | 0      | 0           | 0          |
| M. Küntzel     | 19         | 1          | 3           | 0          | 2                 | 2                 | 0                 | 0                 | 21       | 3      | 3           | 0          |
| D. León        | 4          | 1          | 0           | 0          | 1                 | 0                 | 0                 | 0                 | 5        | 1      | 0           | 0          |
| J. Loose       | 0          | 0          | 0           | 0          | 0                 | 0                 | 0                 | 0                 | 0        | 0      | 0           | 0          |
| I. Masmanidis  | 16         | 0          | 2           | 0          | 2                 | 0                 | 0                 | 0                 | 18       | 0      | 2           | 0          |
| R. Pinto       | 31         | 1          | 2           | 0          | 4                 | 0                 | 0                 | 0                 | 35       | 1      | 2           | 0          |
| M. Porcello    | 6          | 0          | 2           | 0          | 1                 | 0                 | 0                 | 0                 | 7        | 0      | 2           | 0          |
| T. Rau         | 14         | 0          | 3           | 0          | 2                 | 0                 | 0                 | 0                 | 16       | 0      | 3           | 0          |
| M. Schuler     | 28         | 0          | 7           | 0          | 5                 | 0                 | 3                 | 0                 | 33       | 0      | 10          | 0          |
| C. Schwegler   | 0          | 0          | 0           | 0          | 0                 | 0                 | 0                 | 0                 | 0        | 0      | 0           | 0          |
| K. Vacek       | 1          | 0          | 0           | 0          | 0                 | 0                 | 0                 | 0                 | 1        | 0      | 0           | 0          |
| F. Vata        | 22         | 2          | 5           | 0          | 5                 | 0                 | 1                 | 0                 | 27       | 2      | 6           | 0          |
| H. Westermann  | 34         | 2          | 2           | 0          | 5                 | 0                 | 0                 | 0                 | 39       | 2      | 2           | 0          |
| A. Wichniarek  | 9          | 0          | 0           | 0          | 1                 | 0                 | 0                 | 0                 | 10       | 0      | 0           | 0          |
| C. Wieczorek   | 0          | 0          | 0           | 0          | 0                 | 0                 | 0                 | 0                 | 0        | 0      | 0           | 0          |
| O. Zech        | 0          | 0          | 0           | 0          | 0                 | 0                 | 0                 | 0                 | 0        | 0      | 0           | 0          |
| S. Zuma        | 25         | 4          | 2           | 0          | 3                 | 2                 | 0                 | 0                 | 28       | 6      | 2           | 0          |
| R. Đalović     | 21         | 2          | 3           | 0          | 4                 | 1                 | 1                 | 0                 | 25       | 3      | 4           | 0          |